# Браслав Рабар
Браслав Рабар (хорв. Braslav Rabar; нар. 27 вересня 1919, Загреб — 6 грудня 1973, Загреб) — хорватський шахіст і шаховий літератор, міжнародний майстер від 1950 року. Чемпіон Югославії 1951 року, а в 1953 році знову поділив 1-ше місце, але програв матч плей-оф. Грав за збірну Югославії на трьох шахових олімпіадах (1950, 1952, 1954), вигравши загалом п'ять медалей. Був одним із творців системи класифікації для видання Šahovski informator.

## Ранні роки
1941 року поділив 8-9-те місце в Тренчін-Тепліці (Тренчанське Теплице); переміг Ян Фолтис. У вересні 1941 року поділив 9-10-те місце в Мюнхені (Europaturnier, переміг Йоста Штольц). У грудні 1941 року грав на другій шахівниці проти Людовіта Потучека (1.5: 0.5) у матчі Хорватія — Словаччина в Загребі. У вересні 1942 року посів 12-те місце в Мюнхені (Europameisterschaft, 1-й чемпіонат Європи, виграв Олександр Алехін).
На ньому був представником Незалежної Держави Хорватії.

## Чемпіон Югославії, пік форми
У 1945/46 роках посів 4-те місце в Любляні; переміг Светозар Глігорич. У 1949/50 роках поділив 2-3-тє місце в Люцерні. 1950 року в Загребі виграв чемпіонат Хорватії, випередивши Младена Шубарича. 1951 року виграв 10-й чемпіонат Югославії в Сараєво.
1953 року посів 3-тє місце в Опатії. 1953 року поділив 1-ше місце з Васьою Пірцом у Загребі (12-й чемпіонат Югославії), але потім програв у матчі плей-оф за титул. 1954 року поділив 2-3-тє місце з Яном Гейном Доннером, позаду Вольфганга Унцікера, в Мюнхені (зональний турнір).. У 1955 році поділив 14-15-те місце в Гетеборзі (міжзональний турнір); переміг Давид Бронштейн.

## Успіхи в командних змаганнях
Рабар взяв участь у 1-й Балканіаді 1946 року в Белграді. На ній перемогла Югославія, випередивши Румунію, Болгарію і Албанію.Виграв срібну медаль в особистому заліку на 8-й шахівниці. Грав у трьох шахових олімпіадах. На 9-й шаховій олімпіаді, яка проходила у серпні/вересні 1950 року в Дубровнику, виграв дві золоті медалі: в особистому заліку на четвертій шахівниці (+8 -0 =2), і в командному заліку разом з Глігоричем, Пірцом, Петаром Трифуновичем, Міланом Відмаром-молодшим і Стояном Пуцом. На 10-й шаховій Олімпіаді в Гельсінкі у серпні 1952 року виборов дві бронзові медалі: в особистому заліку на другій шахівниці (+5 -1 =6) і в командному заліку. На 11-й шаховій Олімпіаді в Амстердамі у вересні 1954 року грав на четвертій шахівниці (+1 -3 =4). Югославія завоювала бронзову медаль. Таким чином на трьох олімпіадах Рабар виборов п'ять медалей, і в 30 матчах набрав (+14 -4 =12), тобто 66,7 відсотка.

## Спадщина
1950 року ФІДЕ присудила Рабару титул міжнародного майстра (IM). Був співредактором щомісячного шахового журналу Šahovski Glasnik. Найкраще його пам'ятають за створення системи класифікації дебютів, яка використовувалась у серії публікацій Šahovski informator. Це найбільш продавані і популярні шахові книги всіх часів.